# Edmé-Marie Foncier
Edmé-Marie Foncier (1760-1826) était un joaillier et négociant parisien.

## Biographie
Il commença sa carrière en rachetant le commerce de son beau-frère Étienne Magimel.
Bijoutier du Palais-Royal, il était à la mode auprès des Incroyables et Merveilleuses, sous le Directoire. Son atelier parisien se trouvait rue Neuve-des-Mathurins.
Il devient ensuite Joailler ordinaire du Premier Consul.
Sous le Premier Empire, il crée les couronnes de Napoléon et de Joséphine, l'épée du sacre avec Le Régent, et la ceinture de Joséphine.
Il fit construire un splendide hôtel à Boulogne-Billancourt.
Il se retira au bénéfice de son gendre Marguerite installé rue Saint-Honoré à l'enseigne du Vase d'Or.
Il est le beau-père du général-comte Jean-Marie Defrance et de Claude Bailliot.
Il meurt en février 1826 dans l'ancien 1er arrondissement de Paris